# Biserica „Cuvioasa Paraschiva” din Râmnicu Vâlcea
Biserica „Cuvioasa Paraschiva” din Râmnicu Vâlcea este un monument istoric aflat pe teritoriul municipiului Râmnicu Vâlcea. În Repertoriul Arheologic Național, monumentul apare cu codul 167482.09.01.

## Istoric
Biserica a fost construită în anul 1558 de către Pătrașcu-Vodă și a fost terminată de fiul său, Mihai Viteazul, în 1587. Până în anul 1738, construcției inițiale i s-au adus diverse modificări, dar în timpul invaziei turcești, biserica a fost parțial distrusă, ajungând grajd pentru cai. În 1790, a fost refăcută de către „neguțătorii kiproviceni”, veniți din Ardeal, iar mai târziu, enoriașii au contribuit la construcția amvonului și a turlei.